# Doctor Who: Series 9 (bande originale)
Albums de Murray Gold
Doctor Who:
Series 8
(2015)
Doctor Who: Series 9 est un album de musique de scène sorti le 27 avril 2018, qui a été utilisé au cours de la saison 9 de la série télévisée de science-fiction Doctor Who. La musique a été composée par Murray Gold et orchestrée par Ben Foster, son collaborateur, avec qui il avait déjà travaillé sur les films Alien Autopsy, I Want Candy ainsi que Joyeuses Funérailles. Cet album a été sorti par la maison de disques "Silva Screen Records", qui avait déjà sorti d'autres albums pour Doctor Who, en collaboration avec le "BBC Radiophonic Workshop". 

## Liste des pistes

### Disque n°1
| N° | Titre original                    | Utilisée dans               | Durée |
| -- | --------------------------------- | --------------------------- | ----- |
| 1  | The One in a Thousand             | Le Magicien et son Disciple | 3:22  |
| 2  | Davros Remembers                  | Le Magicien et son Disciple | 2:40  |
| 3  | Message from Missy                | Le Magicien et son Disciple | 2:53  |
| 4  | Meeting in the Square             | Le Magicien et son Disciple | 2:08  |
| 5  | Finding the Doctor                | Le Magicien et son Disciple | 2:14  |
| 6  | What Have You Done?               | Le Magicien et son Disciple | 2:49  |
| 7  | Davros Approaches                 | La Sorcière et son Pantin   | 3:51  |
| 8  | Some Kind of Submarine            | Au Fond du Lac              | 3:14  |
| 9  | The Ghosts                        | Au Fond du Lac              | 2:15  |
| 10 | The Bootstrap Paradox             | Avant l'Inondation          | 1:50  |
| 11 | Finding the Fisher King           | Avant l'Inondation          | 2:35  |
| 12 | Another Ghost Has Appeared        | Avant l'Inondation          | 4:22  |
| 13 | We Need to Get Back to the TARDIS | Avant l'Inondation          | 0:52  |
| 14 | Directions from the Ghosts        | Avant l'Inondation          | 1:34  |
| 15 | Something in the Spacesuit        | La Fin d'une Vie            | 1:07  |
| 16 | Two Days on a Longboat            | La Fin d'une Vie            | 1:16  |
| 17 | I Am Ashildr                      | La Fin d'une Vie            | 1:19  |
| 18 | In a Way, She's a Hybrid…         | La Fin d'une Vie            | 1:28  |
| 19 | I Call Myself Me                  | Une Vie sans Fin            | 1:09  |
| 20 | They Need Us                      | Une Vie sans Fin            | 1:52  |
| 21 | The Last Thing We Need            | Une Vie sans Fin            | 2:50  |

### Disque n°2
| N° | Titre original             | Utilisée dans                      | Durée |
| -- | -------------------------- | ---------------------------------- | ----- |
| 1  | Deep Cover                 | Vérité ou Conséquences, 1re partie | 5:11  |
| 2  | Just Come Inside           | Vérité ou Conséquences, 1re partie | 2:27  |
| 3  | This Is Not a War          | Vérité ou Conséquences, 2de partie | 3:56  |
| 4  | Defending the Earth        | Vérité ou Conséquences, 2de partie | 1:11  |
| 5  | The Morpheus Song          | Dans les Bras de Morphée           | 5:25  |
| 6  | Saving Rigsy               | Le Corbeau                         | 1:28  |
| 7  | Madam Mayor                | Le Corbeau                         | 1:58  |
| 8  | Running from the Raven     | Le Corbeau                         | 3:17  |
| 9  | Death Is Locked In         | Le Corbeau                         | 3:01  |
| 10 | Face the Raven             | Le Corbeau                         | 7:42  |
| 11 | Back Home                  | Montée en Enfer                    | 2:27  |
| 12 | The General's Regeneration | Montée en Enfer                    | 0:57  |
| 13 | A Duty of Care             | Montée en Enfer                    | 2:25  |
| 14 | Clara's Diner              | Montée en Enfer                    | 1:23  |

### Disque n°3
| N° | Titre original       | Utilisée dans       | Durée |
| -- | -------------------- | ------------------- | ----- |
| 1  | A Second Shadow      | Descente au Paradis | 1:27  |
| 2  | The Veil             | Descente au Paradis | 2:46  |
| 3  | A Fly on a Painting  | Descente au Paradis | 5:11  |
| 4  | A Change of Clothes  | Descente au Paradis | 1:46  |
| 5  | A Mechanical Maze    | Descente au Paradis | 2:41  |
| 6  | Digging a Grave      | Descente au Paradis | 3:42  |
| 7  | Tell No Lies         | Descente au Paradis | 4:47  |
| 8  | Two Events in Life   | Descente au Paradis | 3:13  |
| 9  | Waiting for the Veil | Descente au Paradis | 2:27  |
| 10 | The Final Room       | Descente au Paradis | 1:21  |
| 11 | One Confession Away  | Descente au Paradis | 1:50  |
| 12 | Break Free           | Descente au Paradis | 3:04  |
| 13 | Same Old Day         | Descente au Paradis | 3:13  |
| 14 | The Shepherd's Boy   | Descente au Paradis | 4:48  |

### Disque n°4
| N° | Titre original                   | Utilisée dans           | Durée |
| -- | -------------------------------- | ----------------------- | ----- |
| 1  | Carol Singers will be Criticised | Les Maris de River Song | 1:06  |
| 2  | A Dying Husband                  | Les Maris de River Song | 1:43  |
| 3  | The Finest Surgeon in the Galaxy | Les Maris de River Song | 1:17  |
| 4  | The Halassi Androvar             | Les Maris de River Song | 1:30  |
| 5  | The Husbands of River Song       | Les Maris de River Song | 2:34  |
| 6  | The TARDIS Can't Take Off        | Les Maris de River Song | 1:20  |
| 7  | Time to Do it Properly           | Les Maris de River Song | 0:52  |
| 8  | Harmony and Redemption           | Les Maris de River Song | 1:25  |
| 9  | Hydroflax in the TARDIS          | Les Maris de River Song | 1:07  |
| 10 | Whole Again at Last              | Les Maris de River Song | 1:35  |
| 11 | All the Firewalls in the Galaxy  | Les Maris de River Song | 2:14  |
| 12 | A Restaurant with a View         | Les Maris de River Song | 4:23  |
| 13 | The Woman He Loves               | Les Maris de River Song | 3:15  |
| 14 | The Singing Towers               | Les Maris de River Song | 4:48  |